# André Legouy
André Legouy, né le 28 novembre 1924 à Paris et mort le 14 mai 2009 à Paris, est un jésuite, sympathisant du FLN, aumônier des prisons puis militant des droits des étrangers.
Il est, avec Gérard Moreau et Bruno Ehrmann, un des fondateurs du Groupe d'information et de soutien des travailleurs immigrés (GISTI) dont il assure la présidence de 1972 à 1977 avant d'en devenir le premier salarié.

## Biographie
Entré au noviciat de la Compagnie de Jésus à 18 ans, en 1942, André Legouy est ordonné prêtre en 1954. Durant sa carrière, il ne met pas en avant son appartenance religieuse dans ses engagements sociaux.
Aumônier de la maison d'arrêt de Fresnes à partir de 1954, il devient proche de responsables du Front de libération nationale algérien, dont Ahmed Ben Bella. Il est contraint de quitter Fresnes en 1963. Il travaille ensuite à Marseille, puis à Paris.
À partir de 1969, il dirige le service migrants de la Cimade et participe à la création du GISTI en 1971. Il devient directeur du GISTI en 1979, lorsque l'association quitte les locaux de la Cimade. Il est le représentant du GISTI dans le recours qui aboutit au «grand arrêt» d'Assemblée du Conseil d'État en 1978, n° 10097 10677 10679, qui reconnaît que le regroupement familial est un principe général du droit.